# Lijst van abdissen van Rijnsburg
De abdij van Rijnsburg was een nonnenklooster dat in 1133 werd gesticht door gravin Petronilla van Lotharingen, weduwe van graaf Floris II van Holland. Het was een benedictinessenklooster, waarvan de liturgische gebruiken sterke overeenkomsten vertonen met die van de zogenaamde Germaanse liturgie ('groupe Germanique', Rheinau 28). Het klooster werd in 1574 verwoest, waarna de nonnen naar Leiden verhuisden.
| Volgnr. | Periode       | Naam                                                              | Bijzonderheden |
| ------- | ------------- | ----------------------------------------------------------------- | --- |
| 1.      | -1178         | Cunissa                                                           | Ook: Kunissa, Cunera; Zuster van de graaf vander Biegte (Frederik van Bichle); volgens Gouthoeven overleden in 1178, volgens van Buchel in 1169.                                                                                          |
| 2.      | -1187         | Bonifacia                                                         | Ook: Bonifatia |
| 3.      | 1212          | Sofia van Holland                                                 | dochter van graaf Dirk VI. Volgens van Buchel deed zij afstand ten behoeve van haar nicht Agnes van Holland en leefde ze nog in 1211. |
| 4.      | -1228         | Agnes van Holland                                                 | dochter van graaf Floris III; overlijdensdatum: 27 augustus 1228. |
| 5.      |               | Alijd van Wassenaar                                               | Ook: Aleid van Wassenaar |
| 6.      |               | Alijd van Deventer                                                | Ook: Aleid van Deventer |
| 7.      | 1233          | Ertiesse                                                          | Ook: Ermessa, leefde in 1233 |
| 8.      | ca. 1239-1257 | Ada van Holland                                                   | dochter van graaf Willem I van Holland; overlijdensdatum: 27 juni 1257. |
| 9.      | 1257-1274     | Clarissa van Noordwijk                                            | = Clara van Noordwijk, dochter van Willem van Noordwijk, schoonzuster van abt Nicolaas van Sassenheim, moeder van Arend van Sassenheim, pastoor te Haarlem, stichteres van de abdij Leeuwenhorst in Noordwijkerhout                       |
| 10.     | 1274-1286     | Alijd                                                             | Ook: Aleid; ook: 1274-1287 |
| 11.     | 1298          | Jutte van Deventer                                                | nicht van graaf Jan I; genoemd in een akte van 1298 |
| 12.     | -1316         | Elisabeth van Wieldregt                                           | Uit het Huis van de Oude Heren van Strijen en Zevenbergen |
| 13.     | -1316         | Ada van Teilingen                                                 | Volgens van Buchel overleed Ada Simonsdr van Teilingen eveneens in 1316. |
| 14.     | -1316         | Ada van Leiden                                                    | dochter van Dirk, burggraaf van Leiden, overleed in 1316. |
| 14a.    | 1316- na 1325 | Clarissa van Velsen                                               | dochter van Gerard van Velsen en Hildegond. Willem III bezocht in 1325 het klooster van Rijnsburg en deed aan de abdis Clarissa de toezegging van een jaarlijks bedrag van 10 pond 'zolang hij ongehuwd zou blijven' (bron: Schotel 1851) |
| 15.     | -1329         | Mabilia van Wassenaar                                             | Ook Mabelia, Mabel van Wassenaar; overlijdensdatum: 6 boktober 1329. Volgens Procurator overleed ze in 1326. |
| 16.     | -1349         | Machteld van Duivenvoorde                                         | Ook: Magtild van Duivenvoorde; overlijdensdatum: 21 mei 1349 (Hemelvaartsdag). |
| 17.     | -1358         | Margareta van Langerak                                            | Ook: Margarete van Langerak; overlijdensdatum: 4 maart 1358. |
| 18.     | 1364          | Clarissa van Schengen                                             | Ook: Klarissa van Schengen; leefde in 1364. |
| 19.     | 1391          | Agnes van Horne                                                   | Ook: Agnes van Heurn; Volgens van Buchel overleden in 1392. |
| 20.     | 1397          | Sophia van Drongelen                                              | Ook: Sofia van Drongelen |
| 21.     | -1408         | Catharina van Reimerswaal                                         | Afgezet; Ook: Katarina van Romerswaal |
| 22.     | 1411          | Margarite van Buren                                               | Vermeld in 1408 en 1411. |
| 23.     | -1432         | Klementina vander Horst                                           | |
| 24.     | -1441         | Baarte van Langerak                                               | |
| 25.     | -1452         | Margaretha van Oostende                                           | |
| 26.     | -1470         | Margaretha van Bruëlis                                            | |
| 27.     | 1494          | Elisabeth van Matenesse                                           | Ook: Elisabet. Van Buchel vermeldt de tekst op haar grafzerk: 'Elisabeth van Mathenesse, abdis van dit klooster, hier begraven 4 november 1494'.                                                                                          |
| 28.     | -1529         | Beatrijs van Rommerswaal                                          | |
| 29.     | -1535         | Adriana van Botlant                                               | |
| 30.     | -1552         | Maria Schenck van Toutenburg, zuster van de Bisschop van Utrecht. | |
| 31.     | 1553 -1568    | Elburg van den Boetzelaer                                         | |
| 32.     | 1568-1603     | Stefana van Rossum                                                | Dochter van Jan van Rossum, de broer van Maarten van Rossum. Vertrekt met de zusters naar Leiden. |
| 33.     | 1603-1620     | Anna van Berchem                                                  | Volgens Hüffer de laatste abdis, formeel Vrouwe van Rijnsburg. In die hoedanigheid beriep zij de protestantse (!) predikant van Boskoop in 1612.                                                                                          |